# Boj u Splitskom kanalu
Boj u Splitskom kanalu je pomorski boj između snaga Hrvatske ratne mornarice (HRM) i znatno nadmoćnijih snaga Jugoslavenske ratne mornarice (JRM) u Splitskom kanalu 14. i 15. studenog 1991. godine. Pobjeda Hrvatske ratne mornarice u ovom boju imala je veliku ulogu. Grad je obranjen, okupatorska je mornarica protjerana iz hrvatskih unutarnjih voda, probijena je pomorska blokada na Jadranu, a hrvatski su branitelji uspostavili normalne komunikacije na moru.

## Operativna situacija prije boja
Vojno politička situacija na cijelom prostoru bivše Jugoslavije je svoje jasne obrise počela poprimati 1990. godine raspadanjem jugo-komunističkog sustava i počecima demokratizacije društva, a izraziti pritisak pobunjenih Srba osjeća se već početkom 1991. godine.
U priopćenju Saveznog sekretarijata za narodnu obranu (SSNO) od 24. siječnja 1991. se kaže: "Ako se u Hrvatskoj odmah ne raspuste svi mobilizirani oružani sastavi, JNA će podići borbenu gotovost svojih jedinica". Time je s najvišeg vojnog vrha jasno rečeno kakvu će ulogu imati jedna od najjačih oružanih sila tadašnje Europe. Plan Jugoslavenske narodne armije (JNA) je trebala primorati Republiku Hrvatsku (RH) da padne na koljena i tako osigurati uvjete za stvaranje nove - stare države. U skladu s tim i Jugoslavenska ratna mornarica (JRM) je imala zadaću ostvariti puni nadzor nad područjem svoje odgovornosti, tj. obalom, otocima, međuotočnim prostorom i otvorenim morem.
Slijed događaja tijekom 1990. i 1991. godine:
- 17. kolovoza 1990. je izbila velikosrpska pobuna, t.zv. balvan revolucija pobunjenih hrvatskih Srba
- travnja 1991.: 1. travnja  Tzv. Izvršni savjet Nacionalnog vijeća t.zv. "Srpske autonomne oblasti (SAO) Krajine" donijelo "Odluku o pripojenju Krajine Republici Srbiji", te da na njenom teritoriju važe zakoni Republike Srbije i Ustav SFRJ.[2] Nedugo nakon toga (6. travnja) u Kninu je proglašena mobilizacija.
- svibanj: 2. svibnja teroristički napad srpskih pobunjenika u Borovom Selu u kojemu su poginuli hrvatski policajci
- lipanj: 27. lipnja započeo rat u Sloveniji
- srpanj: 4. srpnja intenzivirala se velikosrpska agresija na Hrvatsku napadom pobunjenih Srba na Borovo Naselje
- kolovoz: nastavljena ratna djelovanja u Slavoniji (15. kolovoza JNA, srbijanski dragovoljci i pobunjeni Srbi napali Osijek), a 28. kolovoza selo Kijevo spalili do temelja.[3]

Svi ti događaji i pokreti oklopno-mehaniziranih i pješačkih postrojbi prema Dalmaciji, olakšali su izvršenje spomenute zadaće JRM-a jer je Republika Hrvatska morala dati prioritet ustrojavanju i opremanju postrojbi za vođenje borbenih djelovanja na kopnu. 
Iako je 1. rujna 1991. u Beogradu potpisan sporazum o prekidu vatre, ratna djelovanja su se nastavila, tako da sredinom rujna zahvaćaju i obalni rub od Zadra do Ploča. U ovim djelovanjima aktivno je sudjelovala i JRM djelujući po ciljevima na kopnu. Nametnuta je i svijetu obznanjena pomorska blokada luka i otoka. Djelovanjem JRM-a u tom razdoblju, a osobito u razdoblju rujan-studeni, uvjeti života u Dalmaciji, posebno na otocima, bili su na granici preživljavanja. Svi gospodarski kapaciteti su gotovo prestali s proizvodnjom, kopnene komunikacije su bile presječene, sve veće luke blokirane, a uzdužobalni i međuotočni plovni putovi pod stalnim nadzorom brodova JRM-a.
U uvjetima potpune prevlasti JRM-a na moru 12. rujna 1991. počela se je stvarati Hrvatska ratna mornarica (HRM). U početku su se ustrojavale postrojbe koje su mogle učinkovito djelovati s obzirom na naoružanje i opremu s kojom se je u to vrijeme raspolagalo. Oslobađanjem grada i luke Ploče (14. na 15. rujna), gdje su se, između ostalog, nalazila skladišta strjeljiva u Malim Barama i skladišta podvodnih mina u uvali Tatinje, HRM je došla do prvih moćnih oružnih sustava, a osvajanjem obalnih topničkih bitnica na Žirju, Smokvici, Zečevu, Šolti i Korčuli, te preuzimanjem brodova iz Mornaričkog remontnog zavoda u Šibeniku, stvoreni su uvjeti za stvaranje i opremanje snaga HRM-a. Ustrojene su snage za minska djelovanja, odred pomorskih diverzanata, postrojbe obalnog topništva i pomorske snage, a za izvršenje određenih zadaća namjenski su se organizirale. Osim toga,  športski klubovi, te poduzeća i institucije koje su orijentirane moru i žive od mora, pružili su nesebičnu pomoć dajući HRM-u na raspolaganje sve svoje ljudske i materijalne resurse.
Gotovo istodobno s ustrojavanjem prvih postrojbi počinju i borbena djelovanja, a cilj i način planirani su i određeni u Zapovjedništvu HRM-a. Snagama za minska i diverzantska djelovanja trebalo je narušiti ustaljeni sustav opskrbe brodova iz pomorskih baza i ograničiti manevar protivničkim flotnim snagama. S tim ciljem položene su mine ispred ulaza u ratnu luku Lora i u Splitskim vratima.
Tijekom listopada uređeni su i posjednuti paljbeni položaji obalnog topništva na Žirju, Zečevu, Smokvici, Šolti, Braču, Splitu, Pelješcu i Korčuli.
Tako su već početkom studenog 1991. godine operativnim rasporedom snaga HRM-a stvoreni povoljni uvjeti za borbu s tehnički opremljenijim i nadmoćnijim protivnikom.
Kontrolu pomorskog prometa JRM je obavljala putem pomorskih blokada, koje su tijekom 1991. godine objavljene u tri navrata i to:
- od 17. do 23. rujna - prva,
- od 3. do 11. listopada - druga, i
- od 8. studenog do 3. prosinca - treća.

Neposredno prije (15. i 16. rujna), te tijekom prve blokade brodovi JRM-a su otvarali vatru po ciljevima na kopnu u Pločama (grad i luka), u Splitu (grad i Kaštelanski zaljev) i u Šibeniku (grad i luka).
Tijekom druge blokade JRM je prevozila morem 472. motoriziranu desantnu brigadu u područje Dubrovnika (4. listopada je započeo napad JNA na Dubrovnik).
U vrijeme treće blokade neprijatelj iz luke Pula izvlači vojnu opremu i osoblje, napadnut je Paški most, 21. studenog srušen je Maslenički most, a u polazne luke vraćeni su mnogi brodovi s humanitarnom pomoći.
U svim spomenutim djelovanjima zrakoplovnu potporu pomorskim snagama JRM-a davala je 97. zrakoplovna brigada koja je iz Divulja premještena u Mostar.

### Snage Jugoslavenske ratne mornarice
Pomorsku blokadu srednjeg i dijela južnog Jadrana JRM je provodila s tri skupine brodova, i to:
Taktička grupa (TG) Kaštela sastava: veliki patrolni brod VPBR-31, 1 raketna topovnjača (RTOP), 1-2 raketna čamca (RČ)-torpedna čamca (TČ) i 1-2 patrolna čamca (PČ), koja je djelovala u akvatoriju Splitskih vrata i Splitskog kanala.
Taktička grupa (TG) Vis sastava: veliki patrolni brod VPBR-34, 1 RTOP, 1-2 RČ - TČ i 1-2  PČ, koja je djelovala u Viškom i Korčulanskom kanalu s osloncem na vojna pomorska uporišta (VPU) Vis i Lastovo.
Borbena grupa (BG) Ploče sastava 1  RTOP, 1-2 RČ i 2-3 minolovca (ML), koja je djelovala u Neretvanskom kanalu s osloncem na luku Ploče i VPU Korčula (od sredine rujna na VPU Vis).

### Snage Hrvatske ratne mornarice
Iako su remontni i drugi kapaciteti HRM-a odmah započeli radove na osposobljavanju i opremanju zarobljenih brodova, većina tih brodova u to vrijeme nije bila operativna (nedostajali su ili su bili oštećeni dijelovi pogonskih sustava i naoružanja). Stoga je od presudne važnosti za nadzor obalnog ruba i međuotočnog prostora bilo ustrojavanje i opremanje obalnih topničkih bitnica (OTB). 
U rujnu osvojene su: 
- OTB 90 mm na Žirju (14. rujna),
- OTB 100 mm Zečevo (16. rujna),
- OTB 88 mm Smokvica (19. rujna),
- OTB 88 mm Marinča rat na Šolti (20. rujna),
- OTB 85 mm Ražanj na Braču (24. rujna),
- OTB 88 mm Ražnjić i
- OTB 85mm Privala na Korčuli (17. rujna).

Od dijela topova osvojenih u Rogoznici i na Šolti 1. listopada ustrojene su i popunjene OTB Kašjuni i Duilovo u Splitu.
Osim toga, u HRM-u je djelovala skupina diverzanata koja je, osim klasičnog naoružanja, imala na raspolaganju i različite improvizirane naprave ručne izrade, a raspoložive morske mine i položene minske zapreke su bile itekako velika prijetnja protivničkim pomorskim snagama.

## Tijek boja
Zbog stalnih uznemiravanja od strane obalnih topničkih bitnica i diverzanata HRM-a, JRM je 14. studenoga u područje Splitskog kanala poslala taktičku grupu "Kaštela". Većina se brodova rasporedila u kanalu između otoka Šolte i Čiova dok je PČ-176 Mukos upućen nešto jugoistočnije kako bi nadzirao Splitska vrata.
Diverzanti HRM-a su tada u svom naoružanju imali i radio-vođeno torpedo koje je izrađeno u Trogiru. Cilj je bio VPBR-31 Split ili RTOP, ali se ni jedan ni drugi brod nisu približavali obali. Stoga je torpedo usmjeren na PČ-176. Torpedo je oko 17:30 sati pogodio brod u pramčani dio i teško ga oštetio. Preživjela posada je u panici napustila brod (spasio ih je TČ-224) ostavivši za sobom tri poginula mornara i važne brodske dokumente. Oštećeni brod, u čije je oštećene pramčane prostore prodrlo more, ostao je plutati tako da su ga mještani Šolte ribarskim brodom oteglili i nasukli u uvali Stomorska, čime je spašen od potonuća. Kasnije je otegljen u šibensko brodogradilište gdje je obnovljen i nakon toga uvršten u sastav HRM-a pod oznakom PB-62 Šolta (od 2008. OB-02 Šolta). 
Nakon toga događaja Komanda Vojnopomorske oblasti JNA stavila je sve brodove u najviši stupanj borbene pripravnosti.
TG "Kaštela" je trebala djelovati sa sjevera, a dijelovi TG "Vis" (1 VPBR Koper, 1 RTOP i 2 RČ s juga otoka Šolte. Ostali brodovi JRM-a su bili na Visu (RTOP, i nekoliko manjih brodova) i na Lastovu (VPBR Pula, 2 RČ i 2 TČ. U Neretvanskom kanalu patrolirala su 3 ML i 1 RČ. Četvrti VPBR Kotor je ostao u pričuvi i nije sudjelovao u djelovanjima.
Prosudba zapovjedništva JRM-a je bila da su Splitska vrata i Šoltanski kanal zapriječeni morskim minama i da je do gubitka Mukosa došlo zbog nailaska na minu. Stoga se TG "Kaštela" i TG "Vis" nisu smjele spojiti i zajednički djelovati.
Ratni brodovi iz sastava TG "Vis" su u 00:50 sati 15. studenoga 1991. godine otvorili topničku paljbu po otocima Braču i Šolti gađajući mjesta Milnu i Grohote te topničke položaje HRM-a. Kako im topništvo HRM-a nije odgovorilo, nastavili su paljbu do 1:20 sati po naseljenim mjestima Milni na Braču i Gornjem Selu na Šolti, pri čemu je nanesena znatna materijalna šteta.
Kad je brodovlje JRM-a ponovo otvorilo paljbu po naseljima, zapovjednik šoltanske bitnice Marinča rat (4 x 88 mm) zapovijedio je uzvraćanje paljbe po grupi protivničkih brodova (TG "Vis"). Nakon izmjene paljbe, koja je trajala do 5:00 sati, brodovi TG "Vis" bili su prisiljeni povući se prema otoku Visu.
Istoga dana, u 6:00 sati, zapovjednik VPBR-31 Split TG "Kaštela" dao je zapovijed za djelovanje po unaprijed "odabranim ciljevima" u Splitu. Ista je zapovijed upućena i drugim snagama JNA razmještenima po vojarnama u Splitu i Divuljama. 
Snage JNA iz vojarni nisu djelovale odmah sve dok brodovi iz sastava TG "Kaštela" nisu započeli žestoki topnički udar na grad Split oko 6:30 sati iz Splitskog kanala. U tom združenom napadu snaga JNA pogađani su "odabrani ciljevi" poput Arheološkog muzeja, zgrade Općine Split, dvorane na Gripama, Higijenskog zavoda, Tehničke škole, trajekti Bartol Kašić i Vladimir Nazor te mnogi drugi civilni objekti. Na trajektu Vladimir Nazor, koji je bio privezan u gradskoj luci, smrtno su stradali djelatnici Jadrolinije Jure Kalpić, vođa stroja i Dinko Maras, upravitelj stroja, koji su se u vrijeme napada zatekli u teretnom prostoru trajekta, a kormilar Ante Vidović je bio ranjen. Osim tih žrtava u Splitu je bilo ranjeno još šest civilnih osoba.
Kad je krenuo napad, Splićani su napustili svoja radna mjesta, a škole prekinule rad. Hrvatski radio - Radio Split objavio je javni apel da se traže topnici i svi oni koji znaju upravljati topovima. Skupilo se stotinjak ljudi koji su obranili grad od razarača JNA Split.
Topničke posade sa splitskih Kašjuna (1. Obalno-topnička bitnica Kašjuni), s položaja Vela Straža na Šolti i s položaja Golo brdo na Braču su odmah uzvratile paljbu. Nešto poslije 7,00 sati brodovi JRM-a su odustali od daljnjeg djelovanja po civilnim ciljevima i paljbu su preusmjerili na obalne topničke bitnice HRM-a. U međusobnoj razmjeni vatre HRM nije imala gubitaka, a pogoci obalnog topništva su bili sve precizniji i granate su padale sve bliže brodovima JRM, iako su to bili pokretni ciljevi.
U međuvremenu je i protuzračna obrana (PZO) HRM-a imala pune ruke posla. Nepovoljnim razvojem situacije za brodove TG "Kaštela" u Splitskom kanalu prisilila je JRM da im u pomoć pozove 6 zrakoplova tipa Jastreb. Djelovanjem PZO-a s otoka Brača oborena su 2 zrakoplova. Pilote je iz mora izvukao helikopter JNA. Hrvatske postrojbe nisu sprječavale akciju spašavanja.
Sve preciznijom paljbom topnici HRM-a su znatno jačeg protivnika uskoro prisilili na odustajanje od borbe i povlačenje. Naime, nakon što su se pogoci topničkih bitnica opasno približili VPBR-u i RTOP-u, zapovjednik TG "Kaštela" je oko 8:00 sati 15. studenoga zapovjedio povlačenje svih brodova iz Splitskog kanala.
S obzirom na prosudbu čelnika JRM-a da su svi prolazi iz Splitskog kanala prema Visu bili minirani, brodovi su se povlačili obilaznom rutom, odnosno Bračkim i Neretvanskim kanalom.

## Značaj Boja u Splitskom kanalu
Bojevi u Splitskom i Korčulanskom kanalu su izuzetno značajni za noviju hrvatsku povijest. Naime, to je prva samostalna borba te velika i konačna pobjeda snaga Hrvatske ratne mornarice nad znatno nadmoćnijim pomorskim snagama Jugoslavenske ratne mornarice u Domovinskom ratu. Tom je pobjedom Hrvatska ratna mornarica deblokirala sve hrvatske luke, osim Dubrovnika.
Uspješnim minskim djelovanjima, djelovanjima obalnog topništva te diverzantskim akcijama Hrvatske ratne mornarice tijekom bojeva u Splitskom i Korčulanskom kanalu, Jugoslavenska ratna mornarica je bila prisiljena na povlačenje iz unutarnjih morskih voda Republike Hrvatske u njena posljednja uporišta na otocima Visu i Lastovu odakle njeni brodovi više nisu isplovljavali radi bojnih djelovanja. Sve ostale aktivnosti koje je JRM poduzimala svodile su se na mjere borbenog osiguranja vlastitih snaga.
Iako je još neko vrijeme vladalo stanje proglašene pomorske blokade, na nju se nitko više nije osvrtao, a putnički i trgovački brodovi slobodno su plovili unutarnjim morskim vodama Republike Hrvatske. Izuzetak je bila pomorska komunikacija prema Dubrovniku koju su još uvijek kontrolirali brodovi JRM-a, nadzirući sve terete koji su trajektima pristizali u Dubrovnik. Stoga je težište bojnih djelovanja HRM-a u 1992. godini bilo premješteno sa središnjeg dijela jadranskog pomorskog bojišta na njegov južni dio.

## Kasnije borbe i napadi
Dana 17. listopada 1991. u poslijepodnevnim satima desantni brod je otvorio vatru na rt Zaglav na otoku Brač, a vatra je s fregate otvarana i po predjelu Splitskih vrata.

## Sudske mjere
Za napad na Split pravomoćno je osuđen značajan broj pripadnika JNA: Mile Kandić, Nikola Ercegović, Dojčilo Isaković, Živomir Ninković, Ilija Brčić... Većini počinitelja suđeno je u odsutnosti. Osuđeni su na kazne u rasponu od 10 do 20 godina zatvora, a neki su dobili i mjeru doživotnog protjerivanja iz RH. Vrhovni sud oslobodio je jednu osobu, a za 17 optuženih od njih 33 naloženo je novo suđenje zbog pogrešno utvrđenog činjeničnog stanja. Obustavljen je progon protiv jednog od šefova Komande vojnopomorske oblasti Nikole Zdravkovića, zatim “trojca” iz Lore Dragana Tarbuka, Radovana Štetina i Riste Zekanovića. Prema riječima Državnog odvjetništva, odustalo se zbog nedostatka potrebnih dokaza, i zbog tih okolnosti nije se mogla očekivati osuđujuća presuda. Jedna je osoba umrla (Dane Kokotović) i sud je obustavio postupak. Državno odvjetništvo u Splitu i dalje ustraje na kaznenom progonu protiv dvanaest optuženika za koje je utvrđeno da ima dovoljno dokaza i postupak dalje teče, a to su: N.S., B.C., D.L., Z.G., M.Š., M.P., M. K., R. M., M. J., P. P., V. M. i U. M.

## Vanjske poveznice
- Slobodna Dalmacija o boju u Splitskom kanalu
- Brač Online  Arhivirana inačica izvorne stranice od 18. studenoga 2012. (Wayback Machine) Luka Dragičević: Dani ponosa i slave, 12. studenoga 2012.
- rž: Napad na Split i pomorska bitka između Hrvatske i Jugoslavenske ratne mornarice, narod.hr, 15. studenoga 2014.
- Frano Baras: Iz Splita prije 25 godina. Znakoviti "Zrinjski" na zidinama tvrđave Gripe, Hrvatsko kulturno vijeće, 12. srpnja 2016. Iz knjige "Ratni dani pod Marjanom", MH Split, 1996.